# Tartówka
Tartówka (ukr. Тернівка) – wieś na Ukrainie w rejonie lwowskim (wczesniej w rejonie przemyślańskim) obwodu lwowskiego.